# Arrondissement de Tilsit
1818–1922
Entités précédentes :
- Royaume de Prusse

Entités suivantes :
- Arrondissement de Tilsit-Ragnit

L'arrondissement de Tilsit (en allemand Kreis Tilsit, à partir de 1896 Landkreis Tilsit) est de 1818 à 1922 un arrondissement du district de Gumbinnen en province de Prusse-Orientale. Le siège de l'arrondissement se situe dans la ville de Tilsit, qui est indépendante à partir de 1896. En 1910, l'arrondissement compte 46 372 habitants sur une superficie de 783 km².

## Histoire administrative
Avec les réformes administratives prussiennes après le Congrès de Vienne, l'arrondissement de Tilsit est créé le 1er février 1818 dans le district de Gumbinnen dans la province de Prusse-Orientale. L'arrondissement est formé à partir de la zone des paroisses de Coadjuthen, Piktupönen, Tilsit et Willkischken. À partir du 3 décembre 1829, l'arrondissement fait partie de la nouvelle province de Prusse avec son siège à Königsberg.
Le 1er janvier 1836, la zone de la paroisse de Plaschken de l'arrondissement de Niederung est incorporée à l'arrondissement de Tilsit.
Le 21 juillet 1875, la commune rurale de Bublauken est transférée de l'arrondissement de Niederung à l'arrondissement de Tilsit. Après la division de la province de Prusse en deux nouvelles provinces, la Prusse-Orientale et la Prusse-Occidentale, l'arrondissement de Tilsit est rattachée à la province de Prusse-Orientale le 1er avril 1878.
Le 1er Avril 1896, la ville de Tilsit quitte l'arrondissement et forme désormais son propre arrondissement. L'arrondissement de Tilsit est dès lors appelé Landkreis Tilsit. Le 1er avril 1919, les communes rurales de Kallkappen, Splitter, Stolbeck et Tilsit-Prussia sont incorporées à l'arrondissement de Tilsit.
Le traité de Versailles entre en vigueur le 10 janvier 1920. Ainsi, les parties au nord de Memel des arrondissements de Tilsit et de Ragnit sont cédées au Territoire de Memel et forme le nouveau arrondissement de Pogegen. Le 25 mars 1920, l'administration de l'arrondissement de Tilsit est temporairement transférée à l'administrateur de l'arrondissement de Ragnit. Le 1er juillet 1922, les arrondissements de Tilsit et de Ragnit sont réorganisés.
Les communes rurales de Dwischaken, Kaltecken, Kalwen, Moritzkehmen, Schillgallen b. Tilsit et Senteinen (partiellement) et le domaine de Paszelgsten de l'arrondissement de Tilsit sont incorporés dans l'arrondissement de la ville de Tilsit. Les régions restantes des arrondissements de Tilsit et de Ragnit avec les communes rurales de Alloningken, Birkenwalde, Blausden, Gaiwethen, Groß Brettschneidern, Groß Dummen, Groß Ischdaggen, Groß Wingsnupönen (de), Grünheide Försterei, Kattenuppen, Kaukwethen, Kaukweth-Kludszen, Kellmienen (de), Klein Brettschneidern, Klein Dummen, Krauleiden, Kühlen, Lapienen Försterei (de), Papuschienen, Pauperischken, Puskeppeln, Sandlauken, Schillkojen, Seikwethen (de), Skardupönen, Skroblienen et Smaledumen de l'arrondissement de Niederung forment l'arrondissement de Tilsit-Ragnit. Le siège de cet arrondissement est Tilsit.
Dès l'automne 1944, l'ancien arrondissement est occupé par l'Armée rouge. La zone tombe alors sous administration soviétique, qui attribue la sous-zone au nord de Memel essentiellement à la municipalité de Pagėgiai en Lituanie et la zone au sud de Memel à l'oblast russe de Kaliningrad .

## Division administrative
En 1910, il y a dans l'arrondissement de Tilsit 175 communes rurales : 
1. Absteinen
2. Ackmonischken (de)
3. Alt Dekinten
4. Alt Jägerischken
5. Alt Karzewischken
6. Alt Schäcken
7. Alt Stremehnen
8. Altweide
9. Alt Weynothen (de),

1938–1946: Weinoten
10. Annuschen
11. Argeningken-Graudszen (de),

1938–1946: Argenhof
12. Augskieken
13. Augstwilken (lt)
14. Bardehnen
15. Barsuhnen
16. Bartken
17. Bartukeiten (de),

1938–1946; Bartenhöh
18. Bäuerlich Stumbragirren
19. Bendiglauken
20. Bennigkeiten
21. Birjohlen
22. Birstonischken
23. Bojehnen
24. Bruchhöfen
25. Bublauken (de),

1938–1946: Argenfurt
26. Budeningken
27. Deutsch Pillwarren
28. Dwischacken
29. Eichendorf
30. Eistrawischken
31. Endrikaten
32. Erbfrei Stumbragirren
33. Eromeiten
34. Gallus-Wilpien
35. Galsdon-Joneiten
36. Gillanden
37. Gillandwirszen
38. Gintscheiten
39. Greiszöhnen (lt)
40. Groß Antleiten
41. Groß Bersteningken
42. Groß Lumpönen
43. Groß Plauschwarren
44. Größpelken (lt)
45. Gudden
46. Jakob-Titzkus
47. Jogauden
48. Jögsden
49. Jonikaten
50. Joseph-Grutscheit
51. Jurge-Kandscheit
52. Juschka-Budwethen
53. Juschka-Spötzen
54. Kallehnen
55. Kallkappen
56. Kallnuggen
57. Kallwen
58. Kaltecken
59. Kampinnischken
60. Kampspowilken
61. Kartenningken
62. Kaszemeken
63. Kawohlen
64. Kekersen
65. Kellerischken
66. Kerkutwethen
67. Kiupeln
68. Klein Bersteningken
69. Klein Karzewischken
70. Klipschen-Rödszen
71. Koadjuthen (de)
72. Kowgirren
73. Kreywöhnen
74. Kriegsdehnen
75. Kugeleit
76. Kullmen-Jennen
77. Kullmen-Kulken
78. Kullmen-Laugallen
79. Kullmen-Szarden
80. Kullmen-Wiedutaten
81. Kutturren
82. Lasdehnen
83. Laugallen
84. Laugszargen (de)
85. Laukandten (de),

1938–1946: Waldeneck
86. Leitwarren
87. Lenkonischken (de),

1938–1946: Großschenkendorf
88. Mädewald (de)
89. Mantwillaten
90. Maszeiten
91. Maszurmaten
92. Matzstubbern
93. Medischkehmen
94. Meischlauken
95. Mikut-Krauleiden (de)
96. Mischpettern
97. Mohlgirren
98. Moritzkehmen
99. Nattkischken (de)
100. Naudwarrischken
101. Nausseden
102. Neppertlauken
103. Neu Argeningken (de),

1938–1946: Argenbrück
104. Neu Dekinten
105. Neu Jägerischken
106. Neu Schäcken
107. Neu Stremehnen
108. Neu Weynothen (de),

1938–1946: Preußenhof
109. Neumeilen
110. Neustubbern
111. Ostischken
112. Ostradirwen
113. Pageldienen
114. Pakamonen
115. Pamletten
116. Passon-Reisgen
117. Pellehnen
118. Peteraten
119. Piktupönen
120. Plaschken
121. Pleikischken
122. Pleine
123. Pogegen
124. Pokraken (de),

1938–1946: Weidenau
125. Powilken
126. Prussellen
127. Raukothienen
128. Robkojen
129. Rucken
130. Schakeningken
131. Schatulldorf Stumbragirren
132. Schauditten
133. Schillgallen bei Rucken
134. Schillgallen bei Tilsit
135. Schlaunen
136. Schleppen
137. Schudienen
138. Schunellen
139. Senteinen
140. Skambracken (de),

1938–1946: Brakenau
141. Skerswethen
142. Skrodeln
143. Sodehnen
144. Spingen
145. Splitter
146. Steppon-Rödszen
147. Stolbeck
148. Stonischken (de)
149. Strasden
150. Suitkaten
151. Swarreitkehmen
152. Szameitkehmen bei Koadjuthen
153. Szillutten
154. Taurothenen
155. Thalszenten
156. Thomuscheiten
157. Tilsit-Preußen
158. Timstern
159. Trakeningken bei Piktupönen
160. Trakeningken bei Tilsit
161. Tutteln
162. Uigschen
163. Ullosen
164. Urbanteiten
165. Uszkamonen
166. Uszkullmen
167. Uszpelken
168. Uszpirden
169. Wartulischken
170. Wersmeningken
171. Werszenhof
172. Willkischken
173. Wittgirren
174. Wittschen
175. Woitkus-Szardwethen

 Il y a également de nombreuses zones non incorporées.

## Population
| Population               | 1890   | 1900   | 1910   |
| ------------------------ | ------ | ------ | ------ |
| Arrondissement de Tilsit | 71 666 | 46 944 | 46,372 |

## Ville de Tilsit avec ses quartiers

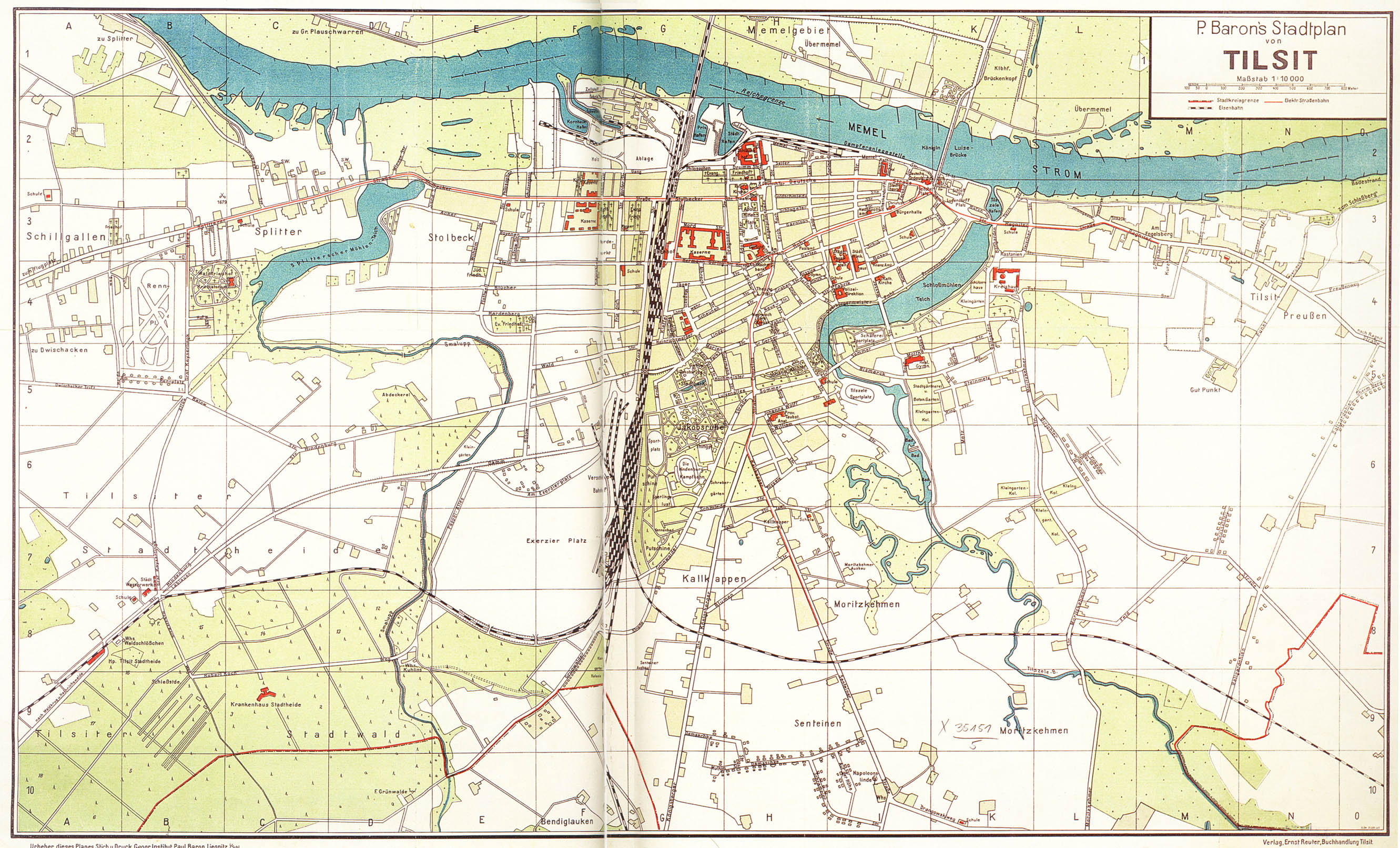
Ville de Tilsit avec ses quartiers ou banlieues en 1934, "Plan de ville de P.Baron de Tilsit, 1: 10000", Verlag Ernst Reuter, Bibliothèque de Tilsit

La ville de Tilsit fait partie de l'arrondissement jusqu'en 1896.
Districts et banlieues selon le plan de Baron de 1934: (Les quartiers sont vraisemblablement capitalisés ici, les banlieues vraisemblablement petites) 
Situé sur la rive ouest du Memel, aujourd'hui dans l'oblast russe de Kaliningrad dans le district de Sowetsk (Tilsit) :
- Bendiglauken

- Dwischacken (banlieue? )

- (Forsthaus) Grünwalde
- "Gut Punkt"

- Jacobsruhe, avec le parc de la ville

- Ports: 
  - Port de Kornhaus
  - "Priv. Port "(port privé? )
  - Port urbain
  - Un autre port (port de Suède?, Illisible) à l'usine de pâte

- Kallkappen
- Kuhling?

- Moritzkehmen

- Plauschwarren
- (Tilsit-)Preußen

- Schillgallen
- Senteine
- Splinter, avec un hippodrome, un cimetière forestier et un grand "Splinterschem Mill Pond" au ruisseau Smalupp (aujourd'hui entre l'intersection d'Ulitza Geroyev / улица героев et d'Ulitza Chapayeva / улица чапаева et l'étang du moulin encore existant)
- (Tilsit-)Stadtheide, avec gare et hôpital
- Stolbeck

Sur la rive est du Memel, aujourd'hui dans le quartier lituanien de Tauragė :
- "Brückenkopf", (banlieue?) avec une gare
- Groß-Plauschwarren (banlieue? )
- Übermemel (banlieue? )

## Élections
Sous l'Empire allemand, l'arrondissement de Tilsit forme avec l'arrondissement de Niederung la 1re circonscription du district de Gumbinnen (de). La circonscription est remportée par des candidats conservateurs ou progressistes.
- 1871 : Otto von Keyserling, Parti conservateur allemand
- 1874 : Adolf Bernhardi, Parti progressiste allemand
- 1877 : Adolf Bernhardi, Parti progressiste allemand
- 1878 : Albrecht von Schlieckmann, Parti conservateur allemand
- 1881 : Albert Wander (de), Parti progressiste allemand
- 1884 : Albrecht von Schlieckmann, Parti conservateur allemand
- 1887 : Albrecht von Schlieckmann, Parti conservateur allemand
- 1890 : Albrecht von Schlieckmann, Parti conservateur allemand
- 1891 : Hans von Reibnitz, Parti conservateur allemand
- 1893 : Hans von Reibnitz, Parti conservateur allemand
- 1898 : Rudolf Braesicke (de), Parti progressiste allemand
- 1903 : Georg Schickert, Parti conservateur allemand
- 1907 : Arthur Kopp, Parti populaire progressiste
- 1912 : Arthur Kopp, Parti populaire progressiste

## Administrateurs de l'arrondissement
1812-1818: de Lyncker
1818-1824: Dreßler
1824-1832: Gerhard
1832-1852: Johann Eduard Heinrich Schlenther
1852-1858: Julius August Lauterbach (de) († 1858)
1858-1889: Heinrich Schlenther (de) (1821-1900)
1889-1919: Wilhelm von Schlenther (de) (1858-1924)
1919-1920: Ernst Graf von Hardenberg-Schattschneider 
1920-1921: Hermann Zwicker
1921-1922: Roderich Walther (de) 

## Personnalités liées à l'arrondissement
- Franz Scheidies (1890-1942), général né à Größpelken (lt)
- Franz Abromeit (1907-1964), militaire né à Tilsit.